# Résolution 328 du Conseil de sécurité des Nations unies
Membres permanents
- Chine
- États-Unis
- France
- Royaume-Uni
- URSS

Membres non permanents
- Australie
- Autriche
- Guinée
- Indonésie
- Inde
- Kenya
- Panama
- Pérou
- Soudan
- Yougoslavie

Résolution no 327 Résolution no 329
La résolution 328 du Conseil de sécurité des Nations unies est adoptée à 13 voix contre zéro lors de la 1 694e séance du Conseil de sécurité des Nations unies le 10 mars 1973, après avoir reçu un rapport de la mission spéciale établie en vertu de la résolution 326 et réaffirmant les déclarations précédentes, le Conseil a encouragé le Royaume-Uni, en tant que puissance administrante, à convoquer une conférence constitutionnelle nationale où les « représentants authentiques du peuple du Zimbabwe » pourraient élaborer un règlement concernant l'avenir du pays.
Le Conseil a également invité le gouvernement à prendre toutes les mesures efficaces pour créer les conditions nécessaires pour permettre au peuple de Rhodésie d'exercer son droit à l'autodétermination, à la libération inconditionnelle de tous les prisonniers/détenus politiques, à l'abrogation de toute législation répressive et discriminatoire et à la suppression de toute restriction à l'activité politique.
La résolution a été approuvée par 13 voix contre zéro  ; le Royaume-Uni et les États-Unis se sont abstenus de voter.

### Sources
- (en) Cet article est partiellement ou en totalité issu de l’article de Wikipédia en anglais intitulé « United Nations Security Council Resolution 328 » (voir la liste des auteurs).

### Texte
- Résolution 328 sur fr.wikisource.org
- Résolution 328 sur en.wikisource.org